# Festung Karlsborg

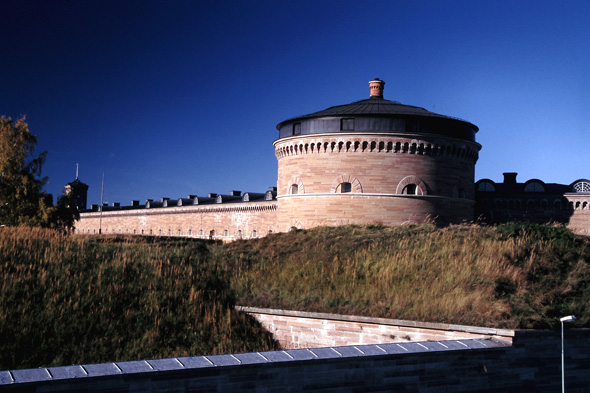
Einer der Ecktürme

Die Festung Karlsborg liegt in Karlsborg in der schwedischen Provinz Västra Götalands län und der historischen Provinz Västergötland. Sie wurde zwischen 1818 und 1909 erbaut.
Nach den Napoleonischen Kriegen und dem Verlust Finnlands wurde eine neue Verteidigungsdoktrin angenommen, die – im Falle eines Angriffes – von der Aufgabe von Randgebieten und einer Zentralverteidigung Schwedens ausging. Das Königshaus, Regierung und Reichstag sowie die Goldreserven des Landes sollten im Kriegsfall in eine zentrale Festung verlegt werden. Als Festungsort wurde die Halbinsel Vännäs udde im Vättersee gewählt, da hier der geplante Göta-Kanal in den See münden sollte.

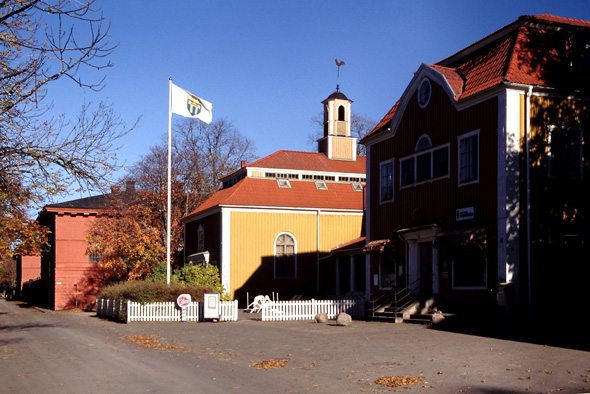
Die „Festungsstadt“

1819 wurde mit dem Bau der Festung begonnen. Die Festung sollte auf einer Fläche von beinahe 100 Hektar eine Garnison von 6.000 Mann und weitere 8.000 bis 10.000 Personen beherbergen. Um 1830 waren die Wallanlagen weitgehend fertig, aber die Frage, wie die Festung zur Landseite hin gebaut werden sollte, war noch ungelöst. Bei einer Inspektion durch König Karl XIV. Johann 1832 wurde die Festung nach diesem benannt. Nach einer umfassenden Studienreise in Europa legte Festungsarchitekt Johan af Klen Pläne vor, die als Vorbild das preußische Fort Winiary (heute Poznań) hatten. Ein 678 Meter langer, zweigeschossiger, gemauerter Bau mit Kasematten, Schießscharten und drei mächtigen Türmen wurde zwischen 1845 und 1869 errichtet. In dessen Mitte befand sich die Garnisonskirche, die gleichzeitig als Versammlungslokal für den Reichstag gedacht war.
Als dieser Festungsbau 1869 eingeweiht wurde, war die Verteidigungsdoktrin der Zentralverteidigung schon überholt. Die der Festung zugedachte Rolle einer Krisen- und Reservehauptstadt war nicht länger aktuell, dennoch setzte man mit dem Ausbau der Festung fort. Die technische Entwicklung im Bereich des Artilleriewesens in der zweiten Hälfte des 19. Jahrhunderts führte aber auch dazu, dass die Festung 1909, als sie endlich fertiggestellt war, völlig veraltet und moderner Artillerie schutzlos preisgegeben war.
1928 wurde sie als Verteidigungsanlage aufgegeben, dient aber bis heute als Kaserne und Lager. Während des Zweiten Weltkrieges war sie auch Depot für die Goldreserven des Landes.
In der Festung befindet sich ein kleiner Ort mit interessanten Gebäuden aus der zweiten Hälfte des 19. Jahrhunderts, wie beispielsweise der Königlichen Villa im Empirestil und dem Garnisonskrankenhaus, sowie ein Museum. Die Festung ist der Öffentlichkeit zugänglich. Seit 1935 steht sie als Byggnadsminne unter staatlichem Schutz.